# アモルファス
アモルファス（英: amorphous）、あるいは非晶質（ひしょうしつ、英: non-crystalline）とは、結晶のような長距離秩序はないが、短距離秩序はある物質の状態。これは熱力学的には、非平衡な準安定状態である。
amorphous は、morphous（形を持つ）に「非」の意味の接頭辞 a‐ が付いた語（19世紀にスウェーデンのイェンス・ベルセリウスが非結晶の固体に対して命名した）。結晶は、明礬や水晶のようにそれぞれ固有の結晶形態を持っており、morphous である。しかし、急冷や不純物が混じった状態で出来た固体は、時間的空間的に規則的な原子配列が取れず非晶質となり、不定形である。
アモルファス状態は、非金属ではしばしば見られる状態である。しかし、金属にもアモルファス状態が存在することが、アメリカのポール・デュエイカリフォルニア工科大学教授によって1960年に発見されている。

## 潜晶質
アモルファスとされるものには結晶構造を完全にもたないものと、光学的には結晶構造が見られない場合でもX線回折ではハロー図形(halo pattern)を示す潜晶質とがある（ただし、潜晶質は結晶質と解される場合もある）。
天然に産出する鉱物の場合、「非晶質」と言われるもののほとんどが潜晶質である（例：オパール、ネオトス石など）。この他に、含有する放射性元素のために結晶構造が破壊されるメタミクト化によりアモルファス化するもの（サマルスキー石、石川石、フェルグソン石など）もあり、こちらの場合はアニーリングにより結晶構造を復元できる。

## 特徴
均質で等方性であることが挙げられる。結晶が存在しないため、結晶粒界や格子欠陥のような「弱い」構造が存在しないことが利点になる。
結晶状態とアモルファス状態では、同じ材料でも物性が大幅に変わることがある。例えば電気伝導性や熱伝導性、禁制帯幅、光透過率や光吸収率、透磁率、物理的強度、耐蝕性、超伝導性などである。

## 製法
- 液体急冷法
- 気相凍結法（真空蒸着、スパッタリング）
- 化学気相成長法
- 電着法
- 結晶質にイオンや中性子を照射する

## 応用例
- ガラス
- アモルファス金属・化合物
  - Fe-Si-B合金（高強度材料）
  - Fe-Cr-P-C化合物（高耐食材料）
  - Fe-Si-B化合物（磁性材料）（変圧器）
- アモルファス半導体
  - アモルファスシリコン（薄膜トランジスタ、太陽電池、光センサ）
- アモルファスカーボン
- マグアンプ
- 耐候性鋼
- アモルファス変圧器
- アモルファス磁気ヘッド
- 飴